# WISH (I WiSH)
『WISH』是I WiSH的第二張原創專輯。台灣翻譯成『鵬程萬里』。

## 解說
- 於發表這張專輯之後I WiSH解散。兩人各自走上各自的路。

## 收錄曲[1]
1. 你和我（キミと僕）
  - 第四張單曲
  - 東京電視台的動畫『SD GUNDAM FORCE』ED曲
2. 旅行的好日子（いい日旅立ち）
3. Best Friend
4. 夏日夢幻（夏の幻）
5. 幸福之歌（幸せのうた）
6. 約定的那一天（約束の日）
  - 第三張單曲
7. 15歲的夏天（15の夏）
8. SHA-LA-LA
9. I wish
10. Precious days
  - 第五張單曲